# Campionati europei di nuoto in vasca corta 2015
La XXII edizione dei campionati europei di nuoto in vasca corta si è svolta dal 2 al 6 dicembre 2015 a Natanya, in Israele, nell'impianto del Wingate Institute.

## Nazioni e partecipanti
Le federazioni aderenti alla LEN che hanno iscritto i propri atleti alla rassegna sono 48; i partecipanti sono in totale 500, di cui 291 uomini e 209 donne.
- Albania (2)
- Andorra (2)
- Armenia (2)
- Austria (19)
- Azerbaigian (3)
- Belgio (11)
- Bielorussia (13)
- Bosnia ed Erzegovina (3)
- Bulgaria (2)
- Cipro (2)
- Croazia (9)
- Danimarca (8)

- Estonia (16)
- Fær Øer (3)
- Finlandia (22)
- Francia (13)
- Georgia (2)
- Germania (27)
- Gran Bretagna (12)
- Grecia (3)
- Irlanda (2)
- Islanda (3)
- Israele (46)
- Italia (36)

- Kosovo (2)
- Lettonia (3)
- Liechtenstein (1)
- Lituania (7)
- Lussemburgo (6)
- Macedonia (1)
- Malta (2)
- Moldavia (3)
- Norvegia (8)
- Paesi Bassi (13)
- Polonia (8)
- Portogallo (14)

- Rep. Ceca (27)
- Romania (5)
- Russia (38)
- Serbia (7)
- Slovacchia (12)
- Slovenia (10)
- Spagna (4)
- Svezia (7)
- Svizzera (11)
- Turchia (18)
- Ucraina (5)
- Ungheria (27)

## Record battuti
| Data       | Gara                               | Batt.      | Atleta                                                          | Nazione  | Tempo    | Record mondiale | Record europeo | Record dei campionati |
| ---------- | ---------------------------------- | ---------- | --------------------------------------------------------------- | -------- | -------- | --------------- | -------------- | --------------------- |
| 2 dicembre | 400m misti                         | Batterie   | Katinka Hosszú                                                  | Ungheria | 4'19"46  |                 |                |                       |
| 2 dicembre | 200m dorso                         | Finale     | Radosław Kawęcki                                                | Polonia  | 1'48"33  |                 |                |                       |
| 3 dicembre | 100m misti                         | Batterie   | Katinka Hosszú                                                  | Ungheria | 57"52    |                 |                |                       |
| 3 dicembre | 200m rana                          | Finale     | Marco Koch                                                      | Germania | 2'00"53  |                 |                |                       |
| 3 dicembre | 100m dorso                         | Finale     | Katinka Hosszú                                                  | Ungheria | 55"42    |                 |                |                       |
| 3 dicembre | 100m misti                         | Semifinale | Katinka Hosszú                                                  | Ungheria | 57"49    |                 |                |                       |
| 3 dicembre | 50m farfalla                       | Finale     | Sarah Sjöström                                                  | Svezia   | 24"58    |                 |                |                       |
| 3 dicembre | staffetta mista 4x50m misti        | Finale     | Simone Sabbioni Fabio Scozzoli Silvia Di Pietro Erika Ferraioli | Italia   | 1'38"33  |                 |                |                       |
| 4 dicembre | 100m misti                         | Finale     | Katinka Hosszú                                                  | Ungheria | 56"67    |                 |                |                       |
| 4 dicembre | 1500m stile libero                 | Finale     | Gregorio Paltrinieri                                            | Italia   | 14'08"06 |                 |                |                       |
| 4 dicembre | 200m misti                         | Finale     | László Cseh                                                     | Ungheria | 1'51"36  |                 |                |                       |
| 4 dicembre | 200m dorso                         | Batterie   | Katinka Hosszú                                                  | Ungheria | 1'59"95  |                 |                |                       |
| 4 dicembre | 200m dorso                         | Finale     | Katinka Hosszú                                                  | Ungheria | 1'59"84  |                 |                |                       |
| 5 dicembre | 200m misti                         | Finale     | Katinka Hosszú                                                  | Ungheria | 2'02"53  |                 |                |                       |
| 5 dicembre | staffetta mista 4x50m stile libero | Finale     | Federico Bocchia Marco Orsi Silvia Di Pietro Erika Ferraioli    | Italia   | 1'29"26  |                 |                |                       |
| 6 dicembre | 200m farfalla                      | Finale     | László Cseh                                                     | Ungheria | 1'49"00  |                 |                |                       |
| 6 dicembre | 100m farfalla                      | Finale     | Sarah Sjöström                                                  | Svezia   | 55"03    |                 |                |                       |
| 6 dicembre | staffetta 4x50m misti              | Finale     | Simone Sabbioni Fabio Scozzoli Matteo Rivolta Marco Orsi        | Italia   | 1'31"71  |                 |                |                       |

## Medagliere
| Posiz. | Nazione       | Oro | Argento | Bronzo | Totale |
| ------ | ------------- | --- | ------- | ------ | ------ |
| 1      | Ungheria      | 11  | 3       | 1      | 15     |
| 2      | Italia        | 7   | 5       | 5      | 17     |
| 3      | Germania      | 4   | 2       | 1      | 7      |
| 4      | Russia        | 3   | 7       | 7      | 17     |
| 5      | Polonia       | 3   | 2       | 2      | 7      |
| 5      | Svezia        | 3   | 2       | 2      | 7      |
| 7      | Gran Bretagna | 2   | 7       | 2      | 11     |
| 8      | Paesi Bassi   | 2   | 3       | 4      | 9      |
| 9      | Finlandia     | 2   | 0       | 0      | 2      |
| 10     | Belgio        | 1   | 3       | 1      | 5      |
| 11     | Ucraina       | 1   | 0       | 0      | 1      |
| 11     | Slovenia      | 1   | 0       | 0      | 1      |
| 13     | Danimarca     | 0   | 3       | 1      | 4      |
| 14     | Israele       | 0   | 2       | 1      | 3      |
| 15     | Bielorussia   | 0   | 1       | 3      | 4      |
| 16     | Francia       | 0   | 1       | 1      | 2      |
| 17     | Islanda       | 0   | 0       | 2      | 2      |
| 17     | Turchia       | 0   | 0       | 2      | 2      |
| 19     | Irlanda       | 0   | 0       | 1      | 1      |
| 19     | Norvegia      | 0   | 0       | 1      | 1      |
| 19     | Portogallo    | 0   | 0       | 1      | 1      |
| 19     | Croazia       | 0   | 0       | 1      | 1      |
| 19     | Lituania      | 0   | 0       | 1      | 1      |
| 19     | Grecia        | 0   | 0       | 1      | 1      |
| Totale | Totale        | 40  | 41      | 41     | 122    |

## Podi

### Uomini
| Evento                         | Oro                                                                    | Tempo    | Argento                                                             | Tempo    | Bronzo                                                                     | Tempo    |
| Stile libero                   |                                                                        |          |                                                                     |          |                                                                            |          |
| 50 m (dettagli)                | Evgeny Sedov                                                           | 20"87    | Marco Orsi                                                          | 20"92    | Sebastian Szczepanski                                                      | 21"21    |
| 100 m (dettagli)               | Marco Orsi                                                             | 46"05    | Pieter Timmers                                                      | 46"61    | Sebastian Szczepanski                                                      | 46"87    |
| 200 m (dettagli)               | Paul Biedermann                                                        | 1'42"68  | Pieter Timmers                                                      | 1'42"85  | Glenn Surgeloose Viacheslav Andrusenko                                     | 1'43"55  |
| 400 m (dettagli)               | Péter Bernek                                                           | 3'35"46  | Paul Biedermann                                                     | 3'35"96  | Gabriele Detti                                                             | 3'37"22  |
| 1500 m (dettagli)              | Gregorio Paltrinieri                                                   | 14'08"06 | Gabriele Detti                                                      | 14'18"00 | Henrik Christiansen                                                        | 14'23"60 |
| Dorso                          |                                                                        |          |                                                                     |          |                                                                            |          |
| 50 m (dettagli)                | Tomasz Polewka                                                         | 22"96    | Chris Walker-Hebborn Simone Sabbioni                                | 23"09    |                                                                            |          |
| 100 m (dettagli)               | Radosław Kawęcki                                                       | 49"64    | Stanislav Donets                                                    | 50"30    | Chris Walker-Hebborn                                                       | 50"35    |
| 200 m (dettagli)               | Radosław Kawęcki                                                       | 1'48"33  | Yakov Yan Toumarkin                                                 | 1'49"84  | Simone Sabbioni                                                            | 1'50"75  |
| Rana                           |                                                                        |          |                                                                     |          |                                                                            |          |
| 50 m (dettagli)                | Damir Dugonjič                                                         | 26"20    | Adam Peaty                                                          | 26"21    | Oleg Kostin Alexander Murphy                                               | 26"35    |
| 100 m (dettagli)               | Marco Koch                                                             | 56"78    | Adam Peaty                                                          | 56"96    | Giedrius Titenis                                                           | 57"02    |
| 200 m (dettagli)               | Marco Koch                                                             | 2'00"53  | Dániel Gyurta                                                       | 2'01"99  | Andrew Willis                                                              | 2'02"76  |
| Farfalla                       |                                                                        |          |                                                                     |          |                                                                            |          |
| 50 m (dettagli)                | Andriy Hovorov                                                         | 22"36    | Yauhen Tsurkin                                                      | 22"56    | Aleksandr Popkov                                                           | 22"69    |
| 100 m (dettagli)               | László Cseh                                                            | 49"33    | Matteo Rivolta                                                      | 49"70    | Nikita Konovalov                                                           | 50"28    |
| 200 m (dettagli)               | László Cseh                                                            | 1'49"00  | Viktor Bromer                                                       | 1'51"62  | Simon Sjödin                                                               | 1'52"89  |
| Misti                          |                                                                        |          |                                                                     |          |                                                                            |          |
| 100 m (dettagli)               | Sergej Fesikov                                                         | 52"00    | Yakov Yan Toumarkin                                                 | 52"62    | Andreas Vazaios                                                            | 52"67    |
| 200 m (dettagli)               | László Cseh                                                            | 1'51"36  | Philip Heintz                                                       | 1'53"21  | Diogo Carvalho                                                             | 1'53"45  |
| 400 m (dettagli)               | Dávid Verrasztó                                                        | 4'02"43  | Roberto Pavoni                                                      | 4'02"69  | Gal Nevo                                                                   | 4'04"68  |
| Staffette                      |                                                                        |          |                                                                     |          |                                                                            |          |
| 4x50 m stile libero (dettagli) | Russia Evgenij Sedov Andrej Arbuzov Aleksandr Kliukov Nikita Konovalov | 1'23"49  | Italia Federico Bocchia Marco Orsi Giuseppe Guttuso Filippo Magnini | 1'24"44  | Bielorussia Yauhen Tsurkin Anton Latkin Viktar Staselovich Artyom Machekin | 1'25"01  |
| 4x50 m misti (dettagli)        | Italia Simone Sabbioni Fabio Scozzoli Matteo Rivolta Marco Orsi        | 1'31"71  | Russia Andrei Shabasov Oleg Kostin Aleksandr Popkov Evgenij Sedov   | 1'32"17  | Bielorussia Pavel Sankovič Il'ja Šymanovič Yauhen Tsurkin Anton Latkin     | 1'33"21  |

### Donne
| Evento                         | Oro                                                                        | Tempo   | Argento                                                                      | Tempo   | Bronzo                                                                         | Tempo   |
| Stile libero                   |                                                                            |         |                                                                              |         |                                                                                |         |
| 50 m (dettagli)                | Ranomi Kromowidjojo                                                        | 23"56   | Sarah Sjöström                                                               | 23"63   | Jeanette Ottesen                                                               | 23"94   |
| 100 m (dettagli)               | Sarah Sjöström                                                             | 51"37   | Ranomi Kromowidjojo                                                          | 51"59   | Veronika Popova                                                                | 52"02   |
| 200 m (dettagli)               | Federica Pellegrini                                                        | 1'51"89 | Veronika Popova                                                              | 1'52"46 | Femke Heemskerk                                                                | 1'52"81 |
| 400 m (dettagli)               | Jazmin Carlin                                                              | 3'58"81 | Katinka Hosszú                                                               | 3'58"84 | Boglárka Kapás                                                                 | 3'59"02 |
| 800 m (dettagli)               | Jazmin Carlin                                                              | 8'11"01 | Boglárka Kapás                                                               | 8'11"43 | Sharon van Rouwendaal                                                          | 8'15"84 |
| Dorso                          |                                                                            |         |                                                                              |         |                                                                                |         |
| 50 m (dettagli)                | Katinka Hosszú                                                             | 26"13   | Aleksandra Urbańczyk                                                         | 26"27   | Sanja Jovanović                                                                | 26"45   |
| 100 m (dettagli)               | Katinka Hosszú                                                             | 55"42   | Alicja Tchórz                                                                | 57"17   | Eygló Ósk Gústafsdóttir                                                        | 57"42   |
| 200 m (dettagli)               | Katinka Hosszú                                                             | 1'59"84 | Daria Ustinova                                                               | 2'01"57 | Eygló Ósk Gústafsdóttir                                                        | 2'03"53 |
| Rana                           |                                                                            |         |                                                                              |         |                                                                                |         |
| 50 m (dettagli)                | Jenna Laukkanen                                                            | 29"71   | Fanny Lecluyse                                                               | 29"84   | Natalia Ivaneeva                                                               | 29"99   |
| 100 m (dettagli)               | Jenna Laukkanen                                                            | 1'04"56 | Moniek Nijhuis                                                               | 1'05"21 | Viktoria Zeynep Gunes                                                          | 1'05"32 |
| 200 m (dettagli)               | Fanny Lecluyse                                                             | 2'18"49 | Maria Astashkina                                                             | 2'19"69 | Viktoria Zeynep Gunes                                                          | 2'19"73 |
| Farfalla                       |                                                                            |         |                                                                              |         |                                                                                |         |
| 50 m (dettagli)                | Sarah Sjöström                                                             | 24"58   | Jeanette Ottesen                                                             | 25"04   | Silvia Di Pietro                                                               | 25"26   |
| 100 m (dettagli)               | Sarah Sjöström                                                             | 55"03   | Jeanette Ottesen                                                             | 55"68   | Alexandra Wenk                                                                 | 56"43   |
| 200 m (dettagli)               | Franziska Hentke                                                           | 2'03"01 | Lara Grangeon                                                                | 2'03"85 | Alessia Polieri                                                                | 2'04"37 |
| Misti                          |                                                                            |         |                                                                              |         |                                                                                |         |
| 100 m (dettagli)               | Katinka Hosszú                                                             | 56"67   | Siobhan-Marie O'Connor                                                       | 57"65   | Marrit Steenbergen                                                             | 59"00   |
| 200 m (dettagli)               | Katinka Hosszú                                                             | 2'02"53 | Siobhan-Marie O'Connor                                                       | 2'05"13 | Louise Hansson                                                                 | 2'07"96 |
| 400 m (dettagli)               | Katinka Hosszú                                                             | 4'19"75 | Hannah Miley                                                                 | 4'26"87 | Lara Grangeon                                                                  | 4'27"31 |
| Staffette                      |                                                                            |         |                                                                              |         |                                                                                |         |
| 4x50 m stile libero (dettagli) | Italia Silvia Di Pietro Erika Ferraioli Aglaia Pezzato Federica Pellegrini | 1'36"05 | Paesi Bassi Inge Dekker Femke Heemskerk Tamara Van Vliet Ranomi Kromowidjojo | 1'36"20 | Russia Rozalija Nasretdinova Veronika Popova Daria Kartashova Natalia Lovtcova | 1'36"62 |
| 4x50 m misti (dettagli)        | Paesi Bassi Tessa Vermeulen Moniek Nijhuis Inge Dekker Ranomi Kromowidjojo | 1'44"85 | Svezia Louise Hansson Sophie Hansson Sarah Sjöström Magdalena Kuras          | 1'45"34 | Italia Elena Gemo Martina Carraro Silvia Di Pietro Erika Ferraioli             | 1'45"73 |

### Misto
| Evento                         | Oro                                                                    | Tempo   | Argento                                                                        | Tempo   | Bronzo                                                                                 | Tempo   |
| Staffette                      |                                                                        |         |                                                                                |         |                                                                                        |         |
| 4x50 m stile libero (dettagli) | Italia Federico Bocchia Marco Orsi Silvia Di Pietro Erika Ferraioli    | 1'29"26 | Russia Evgeny Sedov Nikita Konovalov Natalia Lovtcova Rozalija Nasretdinova    | 1'29"59 | Paesi Bassi Jesse Puts Ben Schwietert Inge Dekker Ranomi Kromowidjojo                  | 1'30"03 |
| 4x50 m misti (dettagli)        | Italia Simone Sabbioni Fabio Scozzoli Silvia Di Pietro Erika Ferraioli | 1'38"33 | Russia Andrei Shabasov Andrei Nikolaev Alina Kashinskaya Rozalija Nasretdinova | 1'38"36 | Bielorussia Pavel Sankovič Il'ja Šymanovič Sviatlana Khakhlova Aljaksandra Herasimenja | 1'39"03 |